# Úhřetice
Obec Úhřetice se nachází v okrese Chrudim, kraj Pardubický. Žije zde 492 obyvatel.

## Historie
První písemná zmínka o obci pochází z roku 1394.

## Obecní správa
V letech 1869–1900 k obci patřily Vejvanovice.

## Pamětihodnosti
- Cihelna Tuněchody, archeologické naleziště

## Galerie

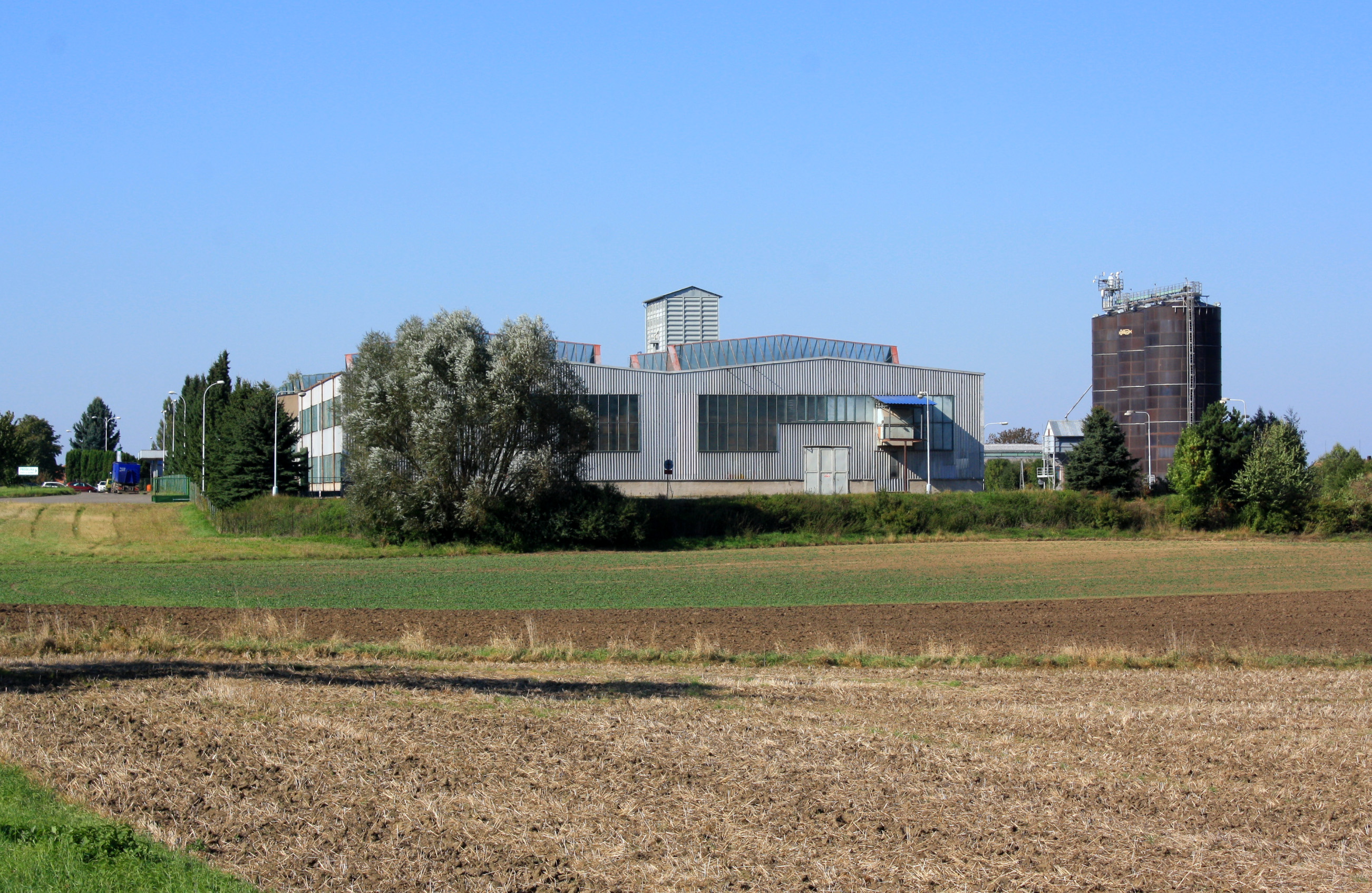
Podnik Oseva na východě obce
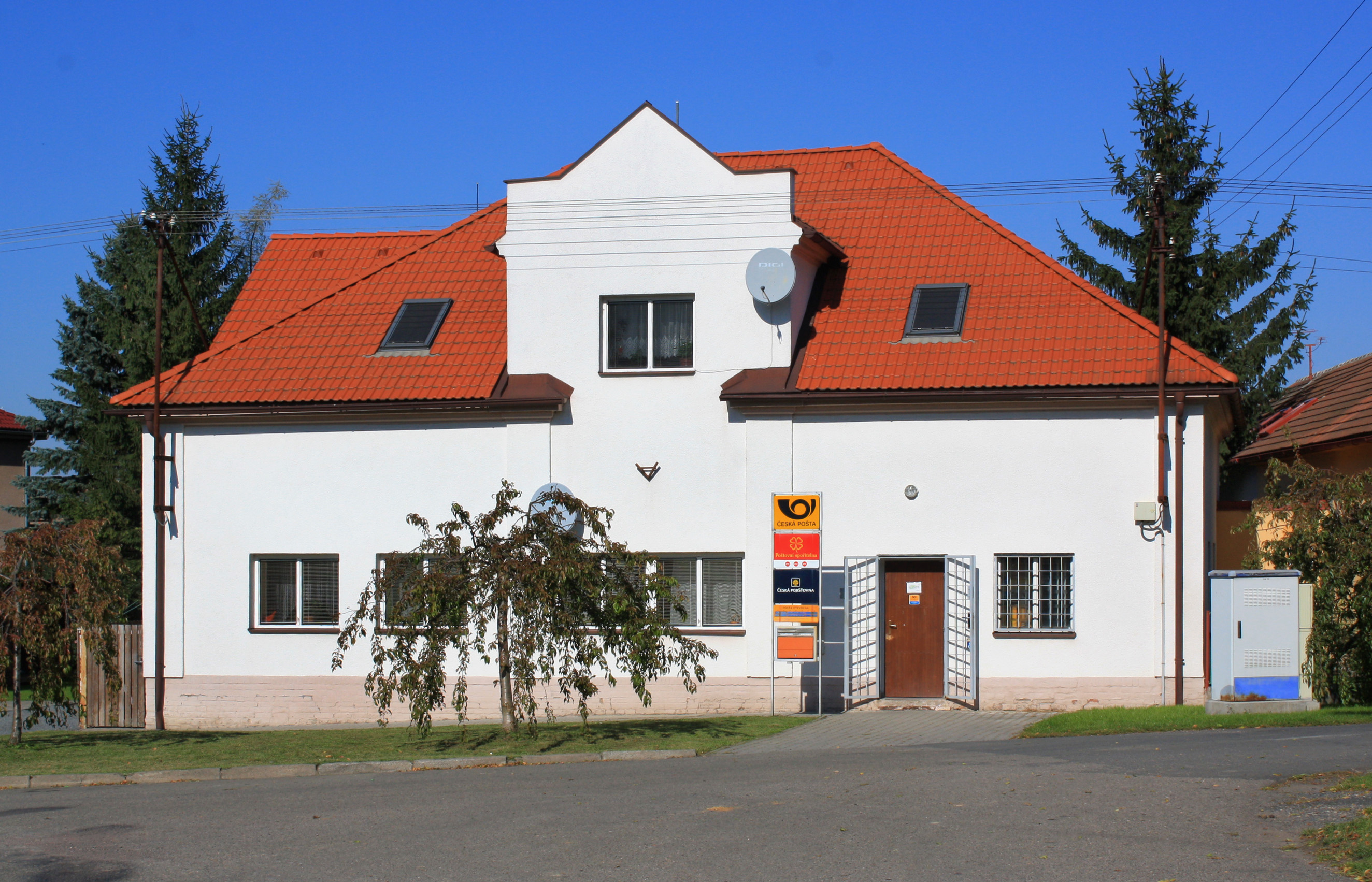
Pošta
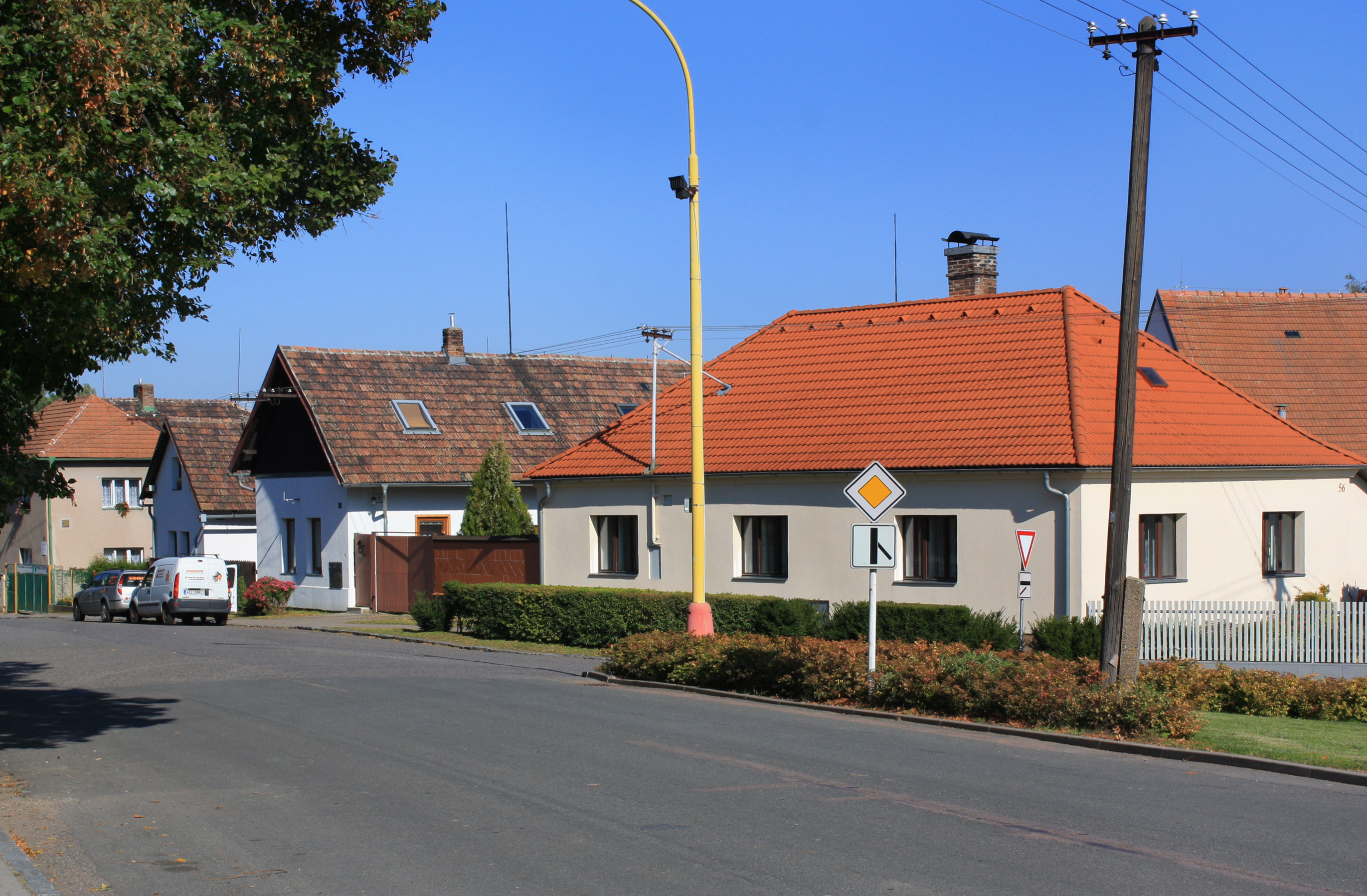
Silnice k Pardubicím